# Бела Лугоші
Бела Ференц Деже Блашко (угор. Blaskó Béla Ferenc Dezső), більш знаний як Бела Лугоші (угор. Lugosi Béla, англ. Bela Lugosi; 20 жовтня 1882, Лугош — 16 серпня 1956, Лос-Анджелес) — американський актор угорського походження. Найбільш відомий виконанням ролі графа Дракули в однойменній бродвейській постановці 1927 року і фільмі, що вийшов за нею.

## Біографія

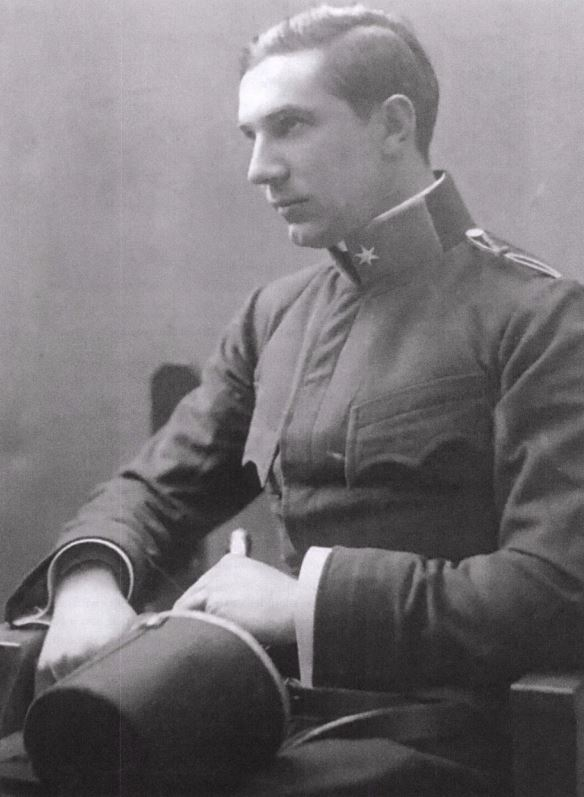
Лугоші під час Першої світової війни.

Бела Ференц Деже Блашко народився 20 жовтня 1882 року в місті Лугош в Австро-Угорщині (нині — Лугож у Румунії) в родині Поли Де Войніч та Іштвана Блашко. Його предками були мадярські фермери, які носили прізвище Блашко з початку XV століття. Іштван першим зруйнував традицію, спочатку ставши пекарем, а пізніше перекваліфікувавшись у банкіра. Бела був четвертою, наймолодшою дитиною в сім'ї. Здобував освіту спочатку у звичайній, а з 1893 року в Угорській державній гімназії, яку кинув у 1894 році. Акторську кар'єру Лугоші починав в театрі маленького містечка Шабадкі, куди влаштувала його старша сестра. Першим його псевдонімом був «Лугошши» (угор. Lugossy), який був спрощений до Лугоші. Завдяки ролі Ромео Лугоші в 1911 році був запрошений у великі театри Будапешта. Професійний актор, грав у театрі у класичних п'єсах. Під час Першої світової війни пішов на фронт добровольцем, служив у чині лейтенанта в піхоті. Отримав три поранення, був нагороджений медаллю «За поранення». Прослужив до 1916 року.

## Кар'єра
Кінокар'єра Лугоші почалася зі знайомства з продюсером і режисером Альфредом Діші — Лугоші підписав контракт терміном на два роки з його фірмою «Зоряні фільми» на дев'ять фільмів. В Угорщині знімався під своїм сценічним псевдонімом «Арістід Ольт», а в Європі під псевдонімом Лугоші. Першим його фільмом був «Полковник» (Ezredes, Az). Взяв участь у 12 фільмах, але в 1919 році емігрував до Німеччини, де продовжував зніматися і грати в театрі (всього там знявся в 11 фільмах). 1920 року знявся в ролі другого плану у фільмі Фрідріха Вільгельма Мурнау «Голова Януса» — вільної екранізації повісті про доктора Джекілле і містера Хайда. 1921 року він переїжджає в Нью-Йорк (офіційно отримав американське громадянство 26 червня 1931 року).
В Америці Лугоші спочатку заробляє чим доведеться, але потім починає грати в театрі угорської національної громади, а також зніматися в кіно в ролі третього плану — наприклад, у фільмі «Той, хто отримує ляпаса» (He Who Gets Slapped, 1924) він грав одного з безлічі циркових клоунів у гримі. Його перша серйозна кінороль у Голлівуді — поліцейський інспектор у звуковому фільмі Тода Броунінга «Тринадцятий стілець» (The Thirteenth Chair, 1929). «Тринадцятий стілець» став першим американським фільмом, названим хоррор.

### Дракула
Однак до цього часу Лугоші домагається великого успіху в головній ролі в сценічній постановці «Дракули», написаній Джоном Балдерстоном адаптації однойменного роману Брема Стокера. Значний комерційний успіх постановки привернув до неї увагу кіностудії Universal Pictures, яка до 1930 році зуміла зібрати пакет авторських прав, необхідних для здійснення екранізації і почала працювати над фільмом. Головна роль була закріплена за Лоном Чейні, проте той помер від раку і проєкт ледь не був закритий. Коли було вирішено продовжити роботу над фільмом, студія запросила ставити його режисера Тода Броунінга, а на головну роль — Лугоші, який вже був знайомий з образом по роботі в театрі. Розуміючи, що участь у цьому фільмі відкриває перед ним широкі перспективи, Лугоші підійшов до цієї роботи дуже відповідально, цілодобово працював над образом і, в підсумку, зіграв Дракулу блискуче не тільки в частині пластики, яка була відпрацьована в театрі, але і на великих планах. Він практично відмовився від гриму і створив класичний образ вампіра-аристократа, якого світськість не робить менш жахливим.

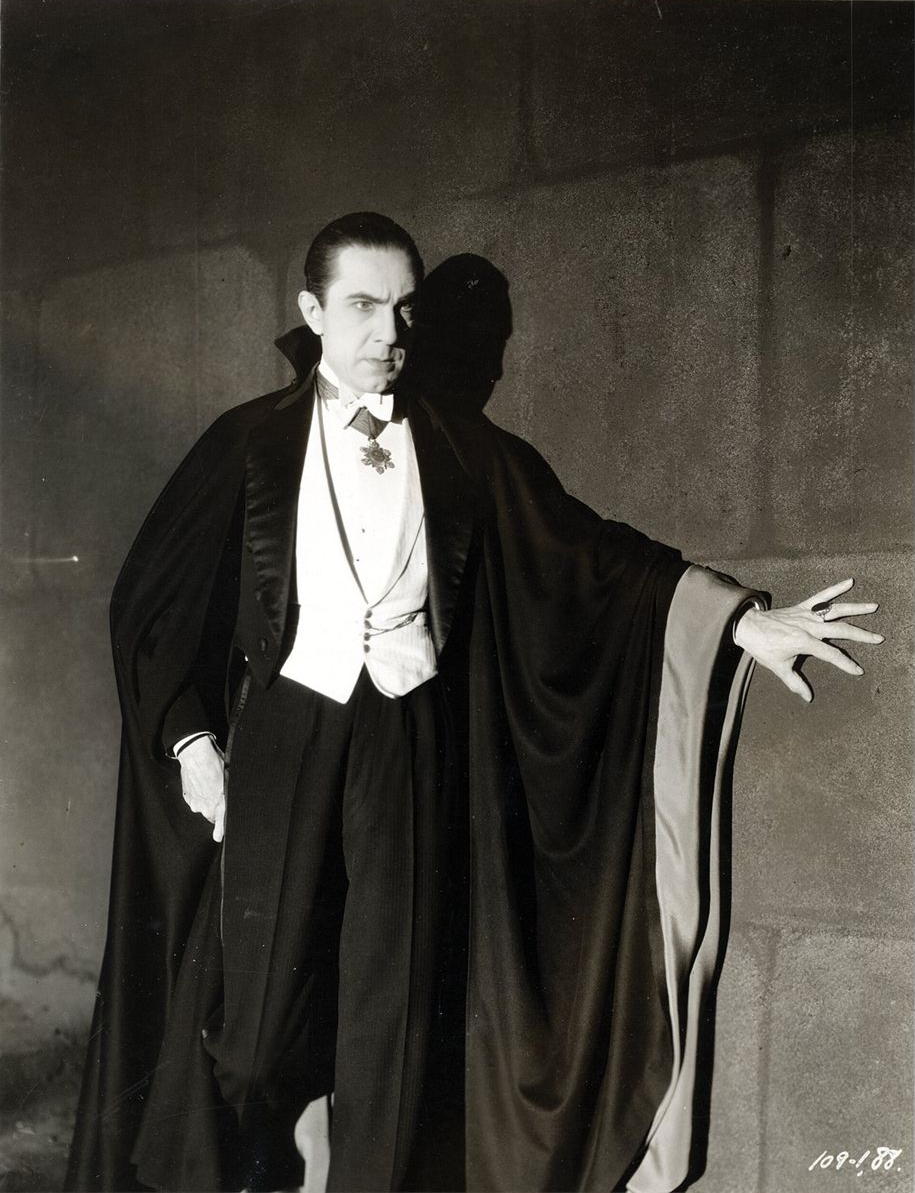
Лугоші в ролі Дракули. 1931

Фільм «Дракула» вийшов на екрани в лютому 1931 року і користувався грандіозним успіхом у глядачів, витримавши кілька повторних релізів. Його успіх не тільки дозволив зробити згодом кілька тематичних продовжень, але й відкрив дорогу цілої хвилі фантастичних фільмів жахів. Бела Лугоші отримав постійний контракт зі студією Universal, яка хотіла зробити з нього «другого Лона Чейні» і тут же запропонувала знятися в ролі Чудовиська у «Франкенштейні». Однак після успішних спроб Лугоші цю пропозицію відкинув, оскільки роль була без слів, що позбавляло його виражальних можливостей, і він не хотів грати у важкому гримі; за іншою, більш правдоподібною, версією, його кандидатуру відкинув сам режисер Джеймс Вейл, що дуже ретельно підбирав акторів. У результаті роль дісталася Борису Карлоффу, який згодом неодноразово був партнером Лугоші на знімальному майданчику. Сам Лугоші з жалем ставився до упущеної ролі.

### Подальша кар'єра
Після «Дракули» Лугоші став регулярно зніматися в жанрових фільмах — зазвичай йому діставалися ролі лиходіїв, які він грав сумлінно, але, за кількома винятками, досить одноманітно. Такими були Доктор Міракл у «Вбивствах на вулиці Морг» (1932), Лежандра у «Білому зомбі» (1932), Роксор в «Маза Чанду» (Chandu the Magician, 1932) і так далі. Лугоші також зіграв Мовця Закону в фільмі «Острів втрачених душ» (Island of Lost Souls, 1933), екранізації роману Герберта Уеллса «Острів доктора Моро». У фільмі «Чорний кіт» (1934) він грав роль доктора Вердегаста, який не є лиходієм, але одержимий жагою помсти. Потім він практично точно повторює свій же малюнок ролі вампіра в «Знаку вампіра» (1935). Ролі у фільмі «Ворон» (1935) і багатосерійному фільмі «Невидимий промінь» (The Invisible Ray, 1936) зміцнюють його репутацію жанрового актора. За знімання у фільмі Білий зомбі Лугоші отримав тисячу доларів, у той час як сам фільм коштував студії Universal 100 тисяч доларів.
У 1933 році Лугоші одружився з Ліліан Арх, яка через п'ять років народила сина, Белу-молодшого. У фільмі «Чорний кіт» Лугоші вперше знявся разом з Борисом Карлоффом. Ральф Белламі, який знав обох акторів по спільній роботі, зазначав: «Між Лугоші і Карлоффом було щось на зразок здорового змагання — вони не намагалися з'ясувати чий талант і майстерність краще. Скоріше, вони розуміли, що уособлюють сам жанр хоррору як такий».
Виділяється дуже яскрава і багата за виразними засобами роль злобного горбаня Ігоря, яку Лугоші зіграв у фільмах «Син Франкенштейна» (1939) і «Привид Франкенштейна» (1942). Щоб отримати роль у фільмі «Син Франкенштейна», йому довелося благати про це творців фільму. Ставши в 1937 році батьком, актор відчував гостру нестачу грошей, хоча син Лугоші з теплотою зазначав в інтерв'ю, що батько завжди достатньо забезпечував сім'ю, і вони не бідували. За цю роль, що спочатку вимагала тиждень знімального часу, він отримав 500 доларів. Режисер Роуленд Лі, дізнавшись про те, як поставилися до актора, розлютився на продюсерів і розширив роль Ігоря, що відповідно вимагало збільшити йому зарплату. Він також зіграв все-таки Чудовисько Франкенштейна у фільмі «Франкенштейн зустрічає людину-вовка» (1943).
Історія кар'єрного занепаду Лугоші дуже точно відображала деградацію і самодискредитацію жанру жахів як такого в американському кінематографі упродовж воєнних 1939—1945 років. Комерційний підхід студій, націлений на максимальну експлуатацію образів при мінімальних витратах, посилений цензурою, призвів до того, що за 1930-ті роки фільми жахів швидко скотилися з жанру драми з елементами фантастики в розряд В-муві і стали набором штампів і нагромадженням повторень, в які ні режисери, ні продюсери (за дуже невеликим винятком, як Вел Льютон) навіть не намагалися привнести хоч чогось нового або незвичайного, смислової або емоційної глибини. Зрештою самі глядачі перестали сприймати монстрів скільки-небудь серйозно. Розуміючи, що їхні персонажі стають «ходячим реквізитом», інші зірки фільмів жахів 30-х намагалися вирватися з амплуа — вознесені на хвилі перших хітів Клод Рейнс, Фредрік Марч, Борис Карлофф змогли удтриматись на високому рівні, зберігши незвичну для акторів епохи класичного Голлівуду самостійність, відмовляючись від ролей, які були на їх думку відверто безглуздими, хоча переважно грали негідників в історичних фільмах, трилерах, бойовиках і фантастичних картинах. Хворий ишиазом Лугоші був не в змозі блиснути своєю різнобічністю і почуттям гумору, особливо в умовах все більш натягнутих відносин з керівництвом студії «Юніверсал». Так, роль Лоуренса Тальбота, що спочатку розглядалась як заохочення за «Сина Франкенштейна», відійшла до більш молодого Лона Чейні-молодшого, а роль його батька — Клоду Рейнсу. Ще гірше справа йшла з прославилившою актора роллю Дракули — в лінійці рімейків класичних фільмів жахів Юніверсал цей образ був переданий Джону Керрадайну в картинах «Будинок Франкенштейна» (1944) і «Будинок Дракули» (1945). Причиною такого зневажливого ставлення до Лугоші деякі його колеги-актори вважали акцент, що надзвичайно не подобався американським кінематографістам, і від якого він, попри зусилля, не зміг позбутися, і не влаштовував продюсерів значний вік — роль з нальотом спокусника своїх жертв здавалася недоречною 62-річному Лугоші. Менші студії Columbia Pictures, RKO Pictures, «Монограм» намагалися залучити його до роботи на головні ролі в мало-мальськи пристойні картини, серед яких виділяється ще одна спільна з Карлоффом робота «Викрадач тіл» (1945), зрежисованого Робертом Вайзом і спродюсована Велом Льютоном. Але в більшості випадків в 1940-х Лугоші виявився відсунутий на ролі у відверто третьосортних і пародійних фільмах, які якщо і представляють хоч якийсь інтерес, то тільки через його участь. Все частіше залишаючись без роботи, а від зіграних ролей не отримуючи ні творчої, ні фінансової віддачі, Лугоші у другій половині 1940-х років опускається, у нього збільшуються проблеми зі здоров'ям, залежність від ліків зростає і він стає морфіністом, приохотившись до болезаспокійливих засобів. У цей період йому зрідка дістаються малозначні ролі, єдине хоч скільки-небудь помітне виключення — роль Дракули в пародійній комедії «Ебботт і Костелло зустрічають Франкенштейна» (1948).

### Робота з Едом Вудом

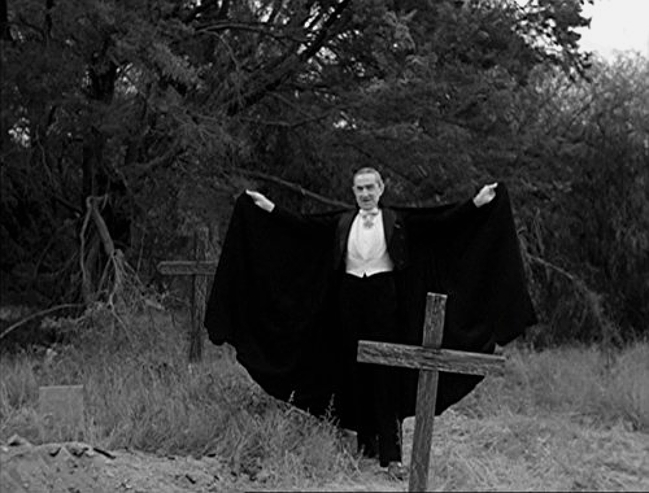
Остання роль Лугоші в фільмі «План 9 з відкритого космосу»

У 1950-х роках Лугоші знявся в декількох фільмах — «Ґлен або Ґленда» (1953), «Наречена монстра» (1955), — режисера Еда Вуда, який був гарячим шанувальником його колишніх ролей. Гонорар, отриманий Лугоші за участь в цих фільмах, допоміг йому перемогти залежність від морфію, і він вирішив повернутися до роботи у великому кіно, встигнувши недовго попрацювати на телебаченні в телеспектаклі «Дракули» для NBS. Його повернення знаменувала невелика роль у фільмі «Чорний сон» — за іронією долі, роль була без тексту, і вона стала його останньою роллю. Вуд намагався організувати Лугоші місце у телепрограмі місцевого Лос-анджелеського мовлення «Театр Шоку», де Лугоші повинен був вести кінознавчий огляд старих фільмів і міг би при цьому розповісти про власні картинаи, що в період телевізійного буму 1950-х було дуже перспективно для нього як для актора, так і для Вуда-режисера — так, Борис Карлофф, що працював наприкінці 1940-х — початку 1950-х переважно на радіо і телебаченні зміг спробувати себе у різних жанрах (у тому числі комедійному) і повернутися в кіно, де успішно знімався майже десять років, встигнувши попрацювати з Роджером Корманом і Маріо Бавою. Лугоші збирався знятися у фільмі «План 9 з відкритого космосу», але закінчити роботу не встиг — він помер, коли було знято всього близько 10 хвилин фільму, через тиждень після підписання контракту з телестудією. Однак його можна бачити в декількох сценах.

## Смерть
Бела Лугоші помер 16 серпня 1956 року від серцевого нападу. Згідно волі його рідних, він був похований в одному з театральних костюмів Дракули, що зберігалися в родині. 1964 року, на панахиді Пітера Лорре, Вінсент Прайс розповів, що коли вони разом були на похороні Лугоші, Лорре сказав йому: «Як думаєш, може варто забити йому в груди кілок на всяк випадок?». Прайс зауважив, що Лорре так похмуро пожартував, щоб побороти скорботу за колезі й другу.

## Факти

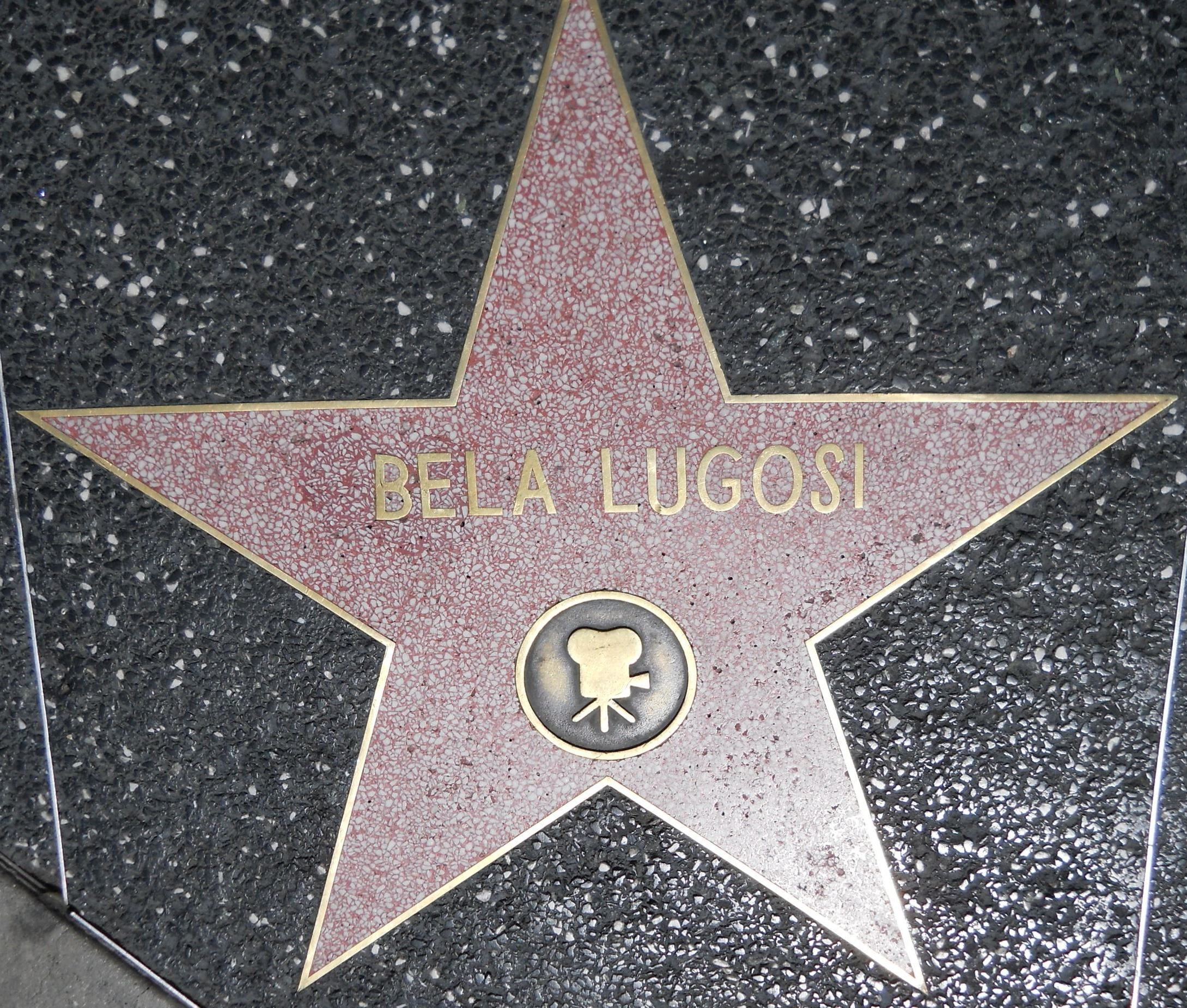
Зірка Бели Лугоші на Голлівудській Алеї Слави

- Існує легенда, що Бела Лугоші грав роль Дракули, не знаючи англійської мови і вивчаючи репліки на слух. Однак ця історія правдива лише частково: Лугоші дійсно дуже довго не бажав вивчати англійську мову і текст для своїх театральних ролей завчав на слух. До часу початку роботи над фільмом він вже цілком міг спілкуватися англійською мовою[11].
- У знаменитому «гіршому фільмі всіх часів» «План 9 з відкритого космосу» (1959) Ед Вуд використав архівні знімання Лугоші в плащі Дракули і ввів у фільм персонаж, нібито зіграний Лугоші. Більшу частину ролі зіграв дублер з обличчам, майже повністю закритим плащем.
- Бела Лугоші удостоєний зірки на голлівудській Алеї Слави.
- Крістофер Лі, який сам створив яскравий і вражаючий образ Дракули в серії класичних фільмів жахів студії Хаммер, в інтерв'ю в епізоді програми «100 років жахів» (1996), присвяченого Белі Лугоші, не без самоіроничного смутку зауважив: «Якщо попросити когось зобразити Дракулу, то він не стане наслідувати Керрадайна або мені. Ні. І через 40 років після його смерті Обличчя і Голос Бели Лугоші нерозривно пов'язані з його найвідомішою роллю». Так само відзначив, що Лугоші мріяв знятися або хоча б побачити кольорову версію Дракули, що випало виконати самому Лі в 1958 році. Шанувальники Лугоші подарували йому копію персня, з яким Лугоші грав Дракулу, і носив його в данину поваги попереднику у всіх подальших картинах, де грав цю роль.
- Пісня англійської групи Bauhaus «Bela Lugosi's Dead» («Бела Лугоші мертвий»), присвячена акторові, звучить у перших кадрах вампірського трилера Тоні Скотта «Голод» (1983) і на початку епізоду («Північ»), присвяченого м'ясоїдній істоті в серіалі «Межа» (2009).
- Виконавець ролі Бели Лугоші в біографічному фільмі Тіма Бертона «Ед Вуд» (1994) актор Мартін Ландау за свою роботу удостоївся премії «Оскар». Спостерігачі побачили в цьому запізніле визнання заслуг класичного виконавця ролі Дракули. Роберт Вайз, який особисто знав і працював з Лугоші, назвав роботу Ландау прекрасною: «Йому дійсно вдалося передати Лугоші».

## Фільмографія
| Рік  |    | Українська назва                      | Оригінальна назва                     | Роль                  |
| ---- | -- | ------------------------------------- | ------------------------------------- | --------------------- |
| 1917 | ф  | The Colonel                           | The Colonel                           |                       |
| 1917 | кф | A Régiséggyüjtö                       | A Régiséggyüjtö                       |                       |
| 1917 | ф  | Leoni Leo                             | Leoni Leo                             |                       |
| 1917 | ф  | Masked Ball                           | Masked Ball                           |                       |
| 1917 | ф  | Портрет Доріана Грея                  | The Picture of Dorian Gray            |                       |
| 1917 | ф  | The Wedding Song                      | The Wedding Song                      |                       |
| 1918 | ф  | 99                                    | 99                                    |                       |
| 1918 | ф  | Casanova                              | Casanova                              |                       |
| 1918 | ф  | Lili                                  | Lili                                  |                       |
| 1918 | ф  | Лулу                                  | Lulu                                  |                       |
| 1918 | ф  | The Leopard                           | The Leopard                           |                       |
| 1920 | ф  | Останній з Могікан                    | The Last of the Mohicans              |                       |
| 1920 | ф  | Голова Януса                          | The Head of Janus                     |                       |
| 1920 | ф  | On the Brink of Paradise              | On the Brink of Paradise              |                       |
| 1920 | ф  | The Devil Worshippers                 | The Devil Worshippers                 |                       |
| 1920 | ф  | The Devil Worshippers                 | The Devil Worshippers                 |                       |
| 1920 | ф  | Caravan of Death                      | Caravan of Death                      |                       |
| 1920 | ф  | Dance on the Volcano                  | Dance on the Volcano                  |                       |
| 1920 | ф  | Hypnosis                              | Hypnosis                              |                       |
| 1920 | ф  | In the Ecstasy of Billions            | In the Ecstasy of Billions            |                       |
| 1920 | ф  | Nat Pinkerton in the Fight            | Nat Pinkerton in the Fight            |                       |
| 1920 | ф  | The Curse of Man                      | The Curse of Man                      |                       |
| 1920 | ф  | The Deerslayer and Chingachgook       | The Deerslayer and Chingachgook       |                       |
| 1920 | ф  | The Woman in the Dolphin              | The Woman in the Dolphin              |                       |
| 1921 | ф  | John Hopkins the Third                | John Hopkins the Third                |                       |
| 1922 | ф  | Ihre Hoheit die Tänzerin              | Ihre Hoheit die Tänzerin              |                       |
| 1923 | ф  | The Silent Command                    | The Silent Command                    |                       |
| 1924 | ф  | Той                                   | He Who Gets Slapped                   |                       |
| 1924 | ф  | The Rejected Woman                    | The Rejected Woman                    |                       |
| 1925 | ф  | The Midnight Girl                     | The Midnight Girl                     |                       |
| 1929 | ф  | The Thirteenth Chair                  | The Thirteenth Chair                  |                       |
| 1930 | ф  | Oh, For a Man!                        | Oh, For a Man!                        |                       |
| 1930 | ф  | Viennese Nights                       | Viennese Nights                       |                       |
| 1930 | ф  | Wild Company                          | Wild Company                          |                       |
| 1930 | ф  | Such Men Are Dangerous                | Such Men Are Dangerous                |                       |
| 1931 | ф  | Дракула                               | Dracula                               |                       |
| 1931 | ф  | The Black Camel                       | The Black Camel                       |                       |
| 1931 | ф  | Women of All Nations                  | Women of All Nations                  |                       |
| 1932 | ф  | Білий зомбі                           | White Zombie                          |                       |
| 1932 | ф  | Острів втрачених душ                  | Island of Lost Souls                  |                       |
| 1932 | ф  | Вбивства на вулиці Морг               | Murders in the Rue Morgue             |                       |
| 1932 | ф  | The Death Kiss                        | The Death Kiss                        |                       |
| 1932 | ф  | Chandu the Magician                   | Chandu the Magician                   |                       |
| 1933 | ф  | The Devil's in Love                   | The Devil's in Love                   |                       |
| 1933 | ф  | Hollywood on Parade No. A-8           | Hollywood on Parade No. A-8           |                       |
| 1933 | ф  | International House                   | International House                   |                       |
| 1933 | ф  | Night of Terror                       | Night of Terror                       |                       |
| 1934 | ф  | Чорний кіт                            | The Black Cat                         |                       |
| 1934 | ф  | The Return of Chandu                  | The Return of Chandu                  |                       |
| 1934 | ф  | The Mysterious Mr. Wong               | The Mysterious Mr. Wong               |                       |
| 1935 | ф  | Ворон                                 | The Raven                             |                       |
| 1935 | ф  | Mark of the Vampire                   | Mark of the Vampire                   |                       |
| 1935 | ф  | The Mystery of the Marie Celeste      | The Mystery of the Marie Celeste      |                       |
| 1935 | ф  | Murder by Television                  | Murder by Television                  |                       |
| 1936 | ф  | Невидимий промінь                     | The Invisible Ray                     |                       |
| 1939 | ф  | Ніночка                               | Ninotchka                             |                       |
| 1939 | ф  | Son of Frankenstein                   | Son of Frankenstein                   |                       |
| 1939 | ф  | The Phantom Creeps                    | The Phantom Creeps                    |                       |
| 1939 | ф  | The Dark Eyes of London               | The Dark Eyes of London               |                       |
| 1940 | ф  | Чорна п'ятниця                        | Black Friday                          | Ерік Марней           |
| 1940 | ф  | The Devil Bat                         | The Devil Bat                         |                       |
| 1940 | ф  | The Saint's Double Trouble            | The Saint's Double Trouble            |                       |
| 1941 | ф  | The Wolf Man                          | The Wolf Man                          |                       |
| 1941 | ф  | Invisible Ghost                       | Invisible Ghost                       |                       |
| 1941 | ф  | Spooks Run Wild                       | Spooks Run Wild                       |                       |
| 1941 | ф  | The Black Cat                         | The Black Cat                         |                       |
| 1942 | ф  | The Ghost of Frankenstein             | The Ghost of Frankenstein             |                       |
| 1942 | ф  | The Corpse Vanishes                   | The Corpse Vanishes                   |                       |
| 1942 | ф  | Чорні дракони                         | Black Dragons                         |                       |
| 1942 | ф  | Оповитий зеленню опівночі             | Bowery at Midnight                    |                       |
| 1942 | ф  | Night Monster                         | Night Monster                         |                       |
| 1943 | ф  | Людина-мавпа                          | The Ape Man                           | доктор Джеймс Брюстер |
| 1943 | ф  | Frankenstein Meets the Wolf Man       | Frankenstein Meets the Wolf Man       |                       |
| 1943 | ф  | Ghosts on the Loose                   | Ghosts on the Loose                   |                       |
| 1944 | ф  | Voodoo Man                            | Voodoo Man                            |                       |
| 1944 | ф  | The Return of the Vampire             | The Return of the Vampire             |                       |
| 1944 | ф  | One Body Too Many                     | One Body Too Many                     |                       |
| 1944 | ф  | Return of the Ape Man                 | Return of the Ape Man                 |                       |
| 1945 | ф  | The Body Snatcher                     | The Body Snatcher                     |                       |
| 1945 | ф  | Zombies on Broadway                   | Zombies on Broadway                   |                       |
| 1947 | ф  | Scared to Death                       | Scared to Death                       |                       |
| 1948 | ф  | Abbott and Costello Meet Frankenstein | Abbott and Costello Meet Frankenstein |                       |
| 1952 | ф  | Bela Lugosi Meets a Brooklyn Gorilla  | Bela Lugosi Meets a Brooklyn Gorilla  |                       |
| 1953 | ф  | Ґлен або Ґленда                       | Glen or Glenda                        |                       |
| 1955 | ф  | Наречена монстра                      | Bride of the Monster                  |                       |
| 1956 | ф  | The Black Sleep                       | The Black Sleep                       |                       |
| 1959 | ф  | План 9 з відкритого космосу           | Plan 9 from Outer Space               |                       |
| 1984 | ф  | Terror in the Aisles                  | Terror in the Aisles                  |                       |